# Liste des peuples anciens
 (janvier 2021).
Cette page se propose de donner une liste des peuples anciens en Europe aujourd'hui disparus, le plus souvent fondus dans un autre peuple ou dont le nom a changé.
- Haut – A
- B
- C
- D
- E
- F
- G
- H
- I
- J
- K
- L
- M
- N
- O
- P
- Q
- R
- S
- T
- U
- V
- W
- X
- Y
- Z

## A
Abrincates (Gaulois) - Achéens - Abodrites (Slaves) - Agno-Koutchéens (Tokhariens) - Akkadiens - Aksoum - Alains (scythiques) - Alamans (Germains) - Allobroges (Gaulois) – Albaniens - Ammonites - Andécaves (Gaulois) - Aravisques - Angles (Germains) - Araméens - Assyriens (Sémites) - Atrébates (Gaulois) - Aulerques Éburovices (Gaulois) - Aulerques Cénomans (Gaulois) - Aulerques Diablintes (Gaulois) - Arvernes (Gaulois) - Attacotti

## B
Bactriens (Indo-Iraniens) - Bajocasses (Gaulois) - Bataves (Germains) - Bituriges Cubes (Gaulois) - Bituriges Vivisques (Gaulois) - Boïens (Gaulois) - Brigantes (Celtes) - Brittons (Celtes) - Proto-Bulgares - Burgondes (Germains)

## C
Calètes (peuple gaulois) - Carnutes (peuple gaulois) - Carthaginois - Ceutrons (peuple celte des Alpes) (peuple gaulois) - Celtes - Chalybes - Chauques - Cimmériens (peuple thrace) - Cimbres (peuple germanique) – Colchidiens - Convènes - Coriosolites (peuple gaulois) - Coumans - Curoniens (peuple balte)

## D
Daces (peuple thrace) - Daleminciens (peuple slave) - Drevlianes (peuples slaves)

## E
Éburons (peuple gaulois) - Édomites (Sémites - Jordanie) - Éduens (peuple gaulois) - Égyptiens - Élamites (peuple de l'Iran ancien) - Élymes (Sicile) - Éoliens - Èques - Étrusques

## F
Francs (peuple germanique)

## G
Gaëls - Galates (peuple celte) - Gaulois - Gètes - Gétules - Goths (peuple germanique) - Guanches (Îles Canaries)

## H
Havelanes (de) (peuple slave) - Hébreux - Helvètes - Hénioques (Turquie, Géorgie) - Herniques (Italie) - Hittites (Turquie) - Hohokams - Hourrites - Huns

## I
Iapyges - Ibères (peuple géorgien (Royaume d'Ibérie, dans le Caucase) - Illyriens  - Incas - Indo-Européens (peuple hypothétique) - Civilisation de l'Indus-Sarasvatî - Ingévones - Insubres - Italiques - Imazighen

## J
Jōmon - Jutes (peuple germanique)

## K
Khazars - Kourganes - Khatti (Hittites)

## L
Lémovices (peuple gaulois) - Lettigaliens (peuple balte) - Leuques (peuple Celtes - gaulois) - Lexoves (peuple Celtes - gaulois) - Ligures - Lingons (peuple gaulois) - Livoniens (peuple balte) - Lusitaniens - Lutices (peuple slave)

## M
Machelons (peuple géorgien de Colchide) - Mannéens - Marcomans (peuple germanique) - Macrons (peuple géorgien de Colchide) - Marses - Marses - Massyles (peuple numide) - Massaessyles (peuple numide) - Mattiaques - Mayas - Mèdes (peuple de l'Empire perse) - Ménapiens (Celtes) - Meldes (Celtes) - Milceniens (peuple slave) - Méotes - Minoens (peuple de Crète) - Minyens - Mitanniens (peuple de la vallée du Haut-Euphrate) - Mixtèques - Moabites - Mogollons - Morins (Celtes)

## N
Nabatéens - Namnètes (peuple gaulois) - Nantuates (peuple celte) - Nazcas - Nerviens (peuple gaulois de la Gaule belgique) - Nok - Nubiens (peuple de la vallée du Haut-Nil) - Numides

## O
Olmèques- Osiliens (peuple baltes) - Osismes (peuple gaulois) - Ostrogoths (peuple germanique) - Osques (italiques)

## P
Paphlagoniens - Parisii (peuple gaulois) - Parthes (peuple de la Perse) - Pélasges - Philistins - Phéniciens et Puniques - Phrygiens - Pictes - Polanes (peuple slave)

## Q
Quades (peuple germanique)

## R
Redariens (peuple slave) - Riedones (peuple gaulois) - Romains - Rutules - Roxolans (Sarmates)

## S
Sabins – Saces - Salyens (peuple gaulois) - Samnites - Samogitiens (peuple baltes) - Sarmates et Sauromates - Saxons (peuple germanique) - Scots - Scythes (peuple iranien) - Ségusiaves (peuple gaulois) - Séloniens (peuple baltes) - Sémigaliens (peuple baltes) - Senones (peuple gaulois) - Sicanes - Sicules - Sigynnes - Sorabes (peuple slave)

## T
Teutons (peuple germanique) - Thraces - Toltèques - Trévires (peuple gaulois) - Tricasses (peuple gaulois) - Turones (peuple gaulois)

## U
Unelles (peuple gaulois) - Urartéens

## V
Vandales (peuple germanique) - Vangions - Vascons - Vélètes (peuple slave) - Véliocasses (peuple gaulois) - Vénètes (peuple gaulois) - Volsques - Viducasses (peuple gaulois)
Nota : les vikings ne constituent pas un peuple.

## W
Wagriens (peuple slave) - Warnes (peuple slave) - Wendes (peuple slave) - Wisigoths (peuple germanique)

## X
Xianbei - Xiongnu (turco-mongol)

## Y
Yamato

## Z
Zolae - Zygiens